# Liste der denkmalgeschützten Objekte in Puchenau
Die Liste der denkmalgeschützten Objekte in Puchenau enthält die 9 denkmalgeschützten, unbeweglichen Objekte der Gemeinde Puchenau in Oberösterreich (Bezirk Urfahr-Umgebung).

## Denkmäler
| Foto |                 | Denkmal                                                                          | Standort                                      | Beschreibung | Metadaten |
| ---- | --------------- | -------------------------------------------------------------------------------- | --------------------------------------------- | --- | --- |
| ja   | Datei hochladen | Warte Edelburga HERIS-ID: 62469 Objekt-ID: 75022                                 | Anschlußmauer, nördlich Standort KG: Puchenau | Die Warte Edelburga ist Teil des sogenannten Anschlussbauwerks der Turmbefestigung Linz, die in der Folge der Napoleonischen Kriege zur Befestigung der Stadt Linz errichtet wurde. Die Warte Edelburga liegt dabei über dem Abhang der Donau und wurde durch eine hinabführende Mauer mit der am Donauufer liegenden, heute nicht mehr existierenden Klause Kunigunde verbunden. Die Warte selbst ist ein dreigeschoßiger Turm über halbkreisförmigem Grundriss. | BDA-Hist.: Q64486674 Status: § 2a Stand der BDA-Liste: 2025-06-30 Name: Warte Edelburga GstNr.: .77/4 Warte Edelburga (Turmbefestigung Linz)                      |
| ja   | Datei hochladen | Turm Nr. 15, Luitgarde HERIS-ID: 62470 Objekt-ID: 75023                          | Anschlußmauer, nördlich Standort KG: Puchenau | Der Turm Luitgarde ist ein sogenannter Normalturm der Turmbefestigung Linz, der sich nördlich der Warte Edelburga befindet. Die großteils erhaltene Turmruine ist ein dreigeschoßiges Bauwerk aus Bruchsteinmauerwerk über kreisförmigem Grundriss mit insgesamt drei konzentrischen Mauerringen mit rund 13 Metern Höhe. An der Rückseite befindet sich ein Risalit mit Stiegenhaus.                                                                             | BDA-Hist.: Q64486675 Status: § 2a Stand der BDA-Liste: 2025-06-30 Name: Turm Nr. 15, Luitgarde GstNr.: .77/5 Turm 15 (Turmbefestigung Linz)                       |
| ja   | Datei hochladen | Kath. Pfarrkirche, Seelsorgezentrum hl. Andreas HERIS-ID: 20946 Objekt-ID: 17255 | Gartenstadtstraße 1 Standort KG: Puchenau     | Die Pfarrkirche wurde nach Plänen von Roland Rainer als Gruppe von drei Oktogonen unterschiedlicher Größe in Sichtziegelbauweise mit Flachdächern errichtet. | BDA-Hist.: Q23888151 Status: § 2a Stand der BDA-Liste: 2025-06-30 Name: Kath. Pfarrkirche, Seelsorgezentrum hl. Andreas GstNr.: 1222/5 Neue Pfarrkirche Puchenau  |
| ja   | Datei hochladen | Katharina-Turm (Nr. 18) HERIS-ID: 20957 Objekt-ID: 17266                         | bei Hohe Straße 135 Standort KG: Puchenau     | Der Turm Katharina ist ein sogenannter Normalturm der Turmbefestigung Linz, der sich nordöstlich des Turms Luitgarde befindet. Der analog zum Turm Luitgarde errichtete Turm wurde im Zweiten Weltkrieg von einem Bombentreffer schwer beschädigt und zwischen 1956 und 1959 von Hubert Taferner zu Wohnzwecken ausgebaut (Leitl-Turm). | BDA-Hist.: Q64486664 Status: Bescheid Stand der BDA-Liste: 2025-06-30 Name: Katharina-Turm (Nr. 18) GstNr.: .62/2                                                 |
| ja   | Datei hochladen | Rosenbauer-Villa HERIS-ID: 38250 Objekt-ID: 37765                                | Kaindlweg 12 Standort KG: Puchenau            | Das für die damalige Zeit futuristisch wirkende Gebäude wurde vom Architekten Lois Welzenbacher 1929–1930 erbaut, dieser war ab 1947 Professor an der Akademie der bildenden Künste in Wien. Anmerkung: Das Gebäude ist schlecht einsehbar. | BDA-Hist.: Q37980238 Status: Bescheid Stand der BDA-Liste: 2025-06-30 Name: Rosenbauer-Villa GstNr.: .113 Rosenbauer Villa, Puchenau                              |
| ja   | Datei hochladen | Schloss Puchenau HERIS-ID: 20950 Objekt-ID: 17259                                | Karl-Leitl-Straße 1 Standort KG: Puchenau     | Das Schloss Puchenau wurde in längerer Bauzeit im späten 17. Jahrhundert errichtet und im 19. Jahrhundert adaptiert. Infolge von Kriegsschäden erfolgten bedeutende Um- und Neubauten und das Schloss wurde zu einer vierflügeligen Anlage erweitert. | BDA-Hist.: Q14544415 Status: Bescheid Stand der BDA-Liste: 2025-06-30 Name: Schloss Puchenau GstNr.: .6/1 Schloss Puchenau                                        |
| ja   | Datei hochladen | Kath. Pfarrkirche, Friedhofskirche hl. Andreas HERIS-ID: 20947 Objekt-ID: 17256  | Kirchenstraße 9, bei Standort KG: Puchenau    | Die Friedhofskirche mit gotischem Langhaus und Turm aus der Zeit um 1400 wurde spätgotisch umgeformt und zwischen 1860 und 1862 umgestaltet. Die kleine, strebepfeilerlose Pfeilerbasilika besitzt ein kurzes, dreischiffiges und dreijochiges Langhaus und einen Chor in der Breite des Mittelschiffes. Im Westen wurde ein schlanker Turm angebaut. | BDA-Hist.: Q37857129 Status: § 2a Stand der BDA-Liste: 2025-06-30 Name: Kath. Pfarrkirche, Friedhofskirche hl. Andreas GstNr.: .75, 1228 Friedhofskirche Puchenau |
| ja   | Datei hochladen | Pfarrhof HERIS-ID: 20948 Objekt-ID: 17257                                        | Kirchenstraße 9 Standort KG: Puchenau         | Der Pfarrhof stammt aus dem frühen 18. Jahrhundert und wurde 1852 unter Abbruch von Teilen des Wirtschaftsgebäudes nach Norden erweitert. Die übrigen Wirtschaftsräume wurde 1957 als Pfarrsaal adaptiert. Der breit gelagerte, zweigeschoßige und hakenförmige Pfarrhof besteht aus dem Wohnstock mit Walmdach und einem kurzen Wirtschaftstrakt. | BDA-Hist.: Q37857150 Status: § 2a Stand der BDA-Liste: 2025-06-30 Name: Pfarrhof GstNr.: .74, 1230                                                                |
| ja   | Datei hochladen | Mauern HERIS-ID: 62468 Objekt-ID: 75021                                          | Anschlußmauer, nördlich Standort KG: Puchenau | Die Anschlussmauer ist Teil des sogenannten Anschlussbauwerks der Turmbefestigung Linz, die in der Folge der Napoleonischen Kriege zur Befestigung der Stadt Linz errichtet wurde. Die Mauer verband dabei die Warte Edelburga über dem Abhang der Donau mit der am Donauufer liegenden, heute nicht mehr existierenden Klause Kunigunde. | BDA-Hist.: Q64486672 Status: § 2a Stand der BDA-Liste: 2025-06-30 Name: Mauern GstNr.: .77/3                                                                      |